# Tour de Pologne 2017 – 4. etap
4. etap kolarskiego wyścigu Tour de Pologne 2017 odbył się 1 sierpnia. Start etapu miał miejsce w Zawierciu natomiast meta w Zabrzu. Etap liczył 238 kilometrów.

## Premie
Na 4. etapie były następujące premie:
| Rodzaj | Rodzaj           | Miejscowość      | Kilometry (od startu) | Kilometry (do mety) |
| ------ | ---------------- | ---------------- | --------------------- | ------------------- |
|        | Lotna            | Olkusz           | 29,7 km               | 208,3 km            |
|        | Górska (IV kat.) | Olkusz           | 31,7 km               | 206,3 km            |
|        | Specjalna        | Żarki            | 66,6 km               | 171,4 km            |
|        | Lotna            | Jastrzębie-Zdrój | 155,4 km              | 82,6 km             |
|        | Lotna            | Rybnik           | 177,6 km              | 60,4 km             |
|        | Specjalna        | Knurów           | 199,2 km              | 38,8 km             |

### Wyniki
| Lotna – Olkusz |                   |        |        |
| Miejsce        | Zawodnik          | Zespół | Punkty |
| 1.             | Bert-Jan Lindeman | TLJ    | 3      |
| 2.             | Jan Tratnik       | CCC    | 2      |
| 3.             | Paweł Bermas      | POL    | 1      |

| Górska – Olkusz |              |        |        |
| Miejsce         | Zawodnik     | Zespół | Punkty |
| 1.              | Toms Skujiņš | CDT    | 1      |

| Specjalna – Żarków |             |        |        |
| Miejsce            | Zawodnik    | Zespół | Punkty |
| 1.                 | Jan Tratnik | CCC    | -      |

| Lotna – Jastrzębie-Zdrój |                   |        |        |
| Miejsce                  | Zawodnik          | Zespół | Punkty |
| 1.                       | Bert-Jan Lindeman | LTJ    | 3      |
| 2.                       | Jan Tratnik       | CCC    | 2      |
| 3.                       | Paweł Bermas      | POL    | 1      |

| Lotna – Rybnik |                   |        |        |
| Miejsce        | Zawodnik          | Zespół | Punkty |
| 1.             | Jan Tratnik       | CCC    | 3      |
| 2.             | Bert-Jan Lindeman | LTJ    | 2      |
| 3.             | Remi Cavagna      | QST    | 1      |

| Specjalna – Knurów |             |        |        |
| Miejsce            | Zawodnik    | Zespół | Punkty |
| 1.                 | Jan Tratnik | CCC    | -      |

## Wyniki etapu
| Miejsce | Zawodnik         | Państwo   | Zespół                | Czas       | Bon.  | Pkt. |
| ------- | ---------------- | --------- | --------------------- | ---------- | ----- | ---- |
| 1.      | Caleb Ewan       | Australia | Orica-Scott           | 5h 38' 49" | -10 s | 20   |
| 2.      | Danny van Poppel | Holandia  | Team Sky              | + 0"       | -6 s  | 19   |
| 3.      | Peter Sagan      | Słowacja  | Bora-Hansgrohe        | + 0"       | -4 s  | 18   |
| 4.      | Boy van Poppel   | Holandia  | Trek-Segafredo        | + 0"       | —     | 17   |
| 5.      | Sacha Modolo     | Włochy    | UAE Team Emirates     | + 0"       | —     | 16   |
| 6.      | Lorrenzo Manzin  | Francja   | FDJ                   | + 0"       | —     | 15   |
| 7.      | Tom Van Asbroeck | Belgia    | Cannondale-Drapac     | + 0"       | —     | 14   |
| 8.      | Enrico Battaglin | Włochy    | Team LottoNL-Jumbo    | + 0"       | —     | 13   |
| 9.      | Alan Banaszek    | Polska    | CCC Sprandi Polkowice | + 0"       | —     | 12   |
| 10.     | Roberto Ferrari  | Włochy    | UAE Team Emirates     | + 0"       | —     | 11   |

## Klasyfikacje po 4. etapie

### Klasyfikacja generalna
| Miejsce | Zawodnik             | Państwo         | Zespół            | Czas        |
| ------- | -------------------- | --------------- | ----------------- | ----------- |
|         | Peter Sagan          | Słowacja        | Bora-Hansgrohe    | 15h 41' 47" |
| 2.      | Dylan Teuns          | Belgia          | BMC Racing Team   | + 10"       |
| 3.      | Rafał Majka          | Polska          | Bora-Hansgrohe    | + 16"       |
| 4.      | Wilco Kelderman      | Holandia        | Team Sunweb       | + 20"       |
| 5.      | Tom-Jelte Slagter    | Holandia        | Cannondale-Drapac | + 25"       |
| 6.      | Odd Christian Eiking | Norwegia        | FDJ               | + 27"       |
| 7.      | Domenico Pozzovivo   | Włochy          | Ag2r-La Mondiale  | + 28"       |
| 8.      | Wout Poels           | Holandia        | Team Sky          | + 29"       |
| 9.      | Adam Yates           | Wielka Brytania | Orica-Scott       | + 29"       |
| 10.     | Nathan Haas          | Australia       | Dimension Data    | + 34"       |

### Klasyfikacja punktowa
| Miejsce | Zawodnik          | Państwo   | Zespół         | Punkty |
| ------- | ----------------- | --------- | -------------- | ------ |
|         | Peter Sagan       | Słowacja  | Bora-Hansgrohe | 70     |
| 2.      | Danny Van Poppel  | Holandia  | Team Sky       | 56     |
| 3.      | Nathan Haas       | Australia | Dimension Data | 46     |
| 4.      | Niccolò Bonifazio | Włochy    | Bahrain-Merida | 39     |
| 5.      | Boy Van Poppel    | Holandia  | Trek-Segafredo | 36     |

### Klasyfikacja górska
| Miejsce | Zawodnik              | Państwo    | Zespół                | Punkty |
| ------- | --------------------- | ---------- | --------------------- | ------ |
|         | Maciej Paterski       | Polska     | CCC Sprandi Polkowice | 17     |
| 2.      | Sebastien Reichenbach | Szwajcaria | FDJ                   | 15     |
| 3.      | Diego Rosa            | Włochy     | Team Sky              | 12     |
| 4.      | Maxime Monfort        | Belgia     | Lotto Soudal          | 12     |
| 5.      | Laurens De Plus       | Belgia     | Quick-Step Floors     | 10     |

### Klasyfikacja najaktywniejszych
| Miejsce | Zawodnik          | Państwo  | Zespół                | Punkty |
| ------- | ----------------- | -------- | --------------------- | ------ |
|         | Bert-Jan Lindeman | Holandia | Team LottoNL-Jumbo    | 10     |
| 2.      | Adrian Kurek      | Polska   | CCC Sprandi Polkowice | 9      |
| 3.      | Jan Tratnik       | Słowenia | CCC Sprandi Polkowice | 7      |
| 4.      | Martijn Keizer    | Holandia | Team LottoNL-Jumbo    | 6      |
| 5.      | Maciej Paterski   | Polska   | CCC Sprandi Polkowice | 5      |

### Klasyfikacja drużynowa
| Miejsce | Zespół            | Państwo                      | Czas        |
| ------- | ----------------- | ---------------------------- | ----------- |
| 1.      | Bora-Hansgrohe    | Niemcy                       | 47h 09' 18" |
| 2.      | Quick-Step Floors | Belgia                       | + 17"       |
| 3.      | Movistar Team     | Hiszpania                    | + 24"       |
| 4.      | Lotto Soudal      | Belgia                       | + 45"       |
| 5.      | UAE Team Emirates | Zjednoczone Emiraty Arabskie | + 1' 42"    |